# Paragylla
Paragylla is een geslacht van vlinders van de familie spinneruilen (Erebidae), uit de onderfamilie Arctiinae.

## Soorten
- P. albovenosa Tessmann, 1928
- P. amoureli Dognin, 1890
- P. endophaea Dognin, 1899